# آن‌ها که قهرمانند
آنها که قهرمانند (انگلیسی: The Heroic Ones) فیلمی در ژانر اکشن و رزمی است که در سال ۱۹۷۰ منتشر شد.